# Alshain
Alshain (β Aquilae / β Aql / Beta Aquilae) è una stella tripla situata nella costellazione dell'Aquila. Il suo nome deriva dall'arabo الشاهين aš-šāhīn "falco pellegrino", forse dall'etimologia popolare del persiano šāhīn tarāzū (o forse  šāhīn tara zed; vedi la voce su Tarazed), il nome persiano dell'asterismo costituito dalla stella assieme ad Altair e Tarazed, ovvero « bilancia », nome che veniva attribuito in origine anche alle altre due stelle. Nella nomenclatura di Bayer, Alshain deve certamente la lettera β non alla sua luminosità ma al suo allineamento con Altair e Tarazed.
Nell'astronomia cinese Alshain compone con Altair e Tarazed l'asterismo detto Hegu, che rappresenta un tamburo.

## Osservazione

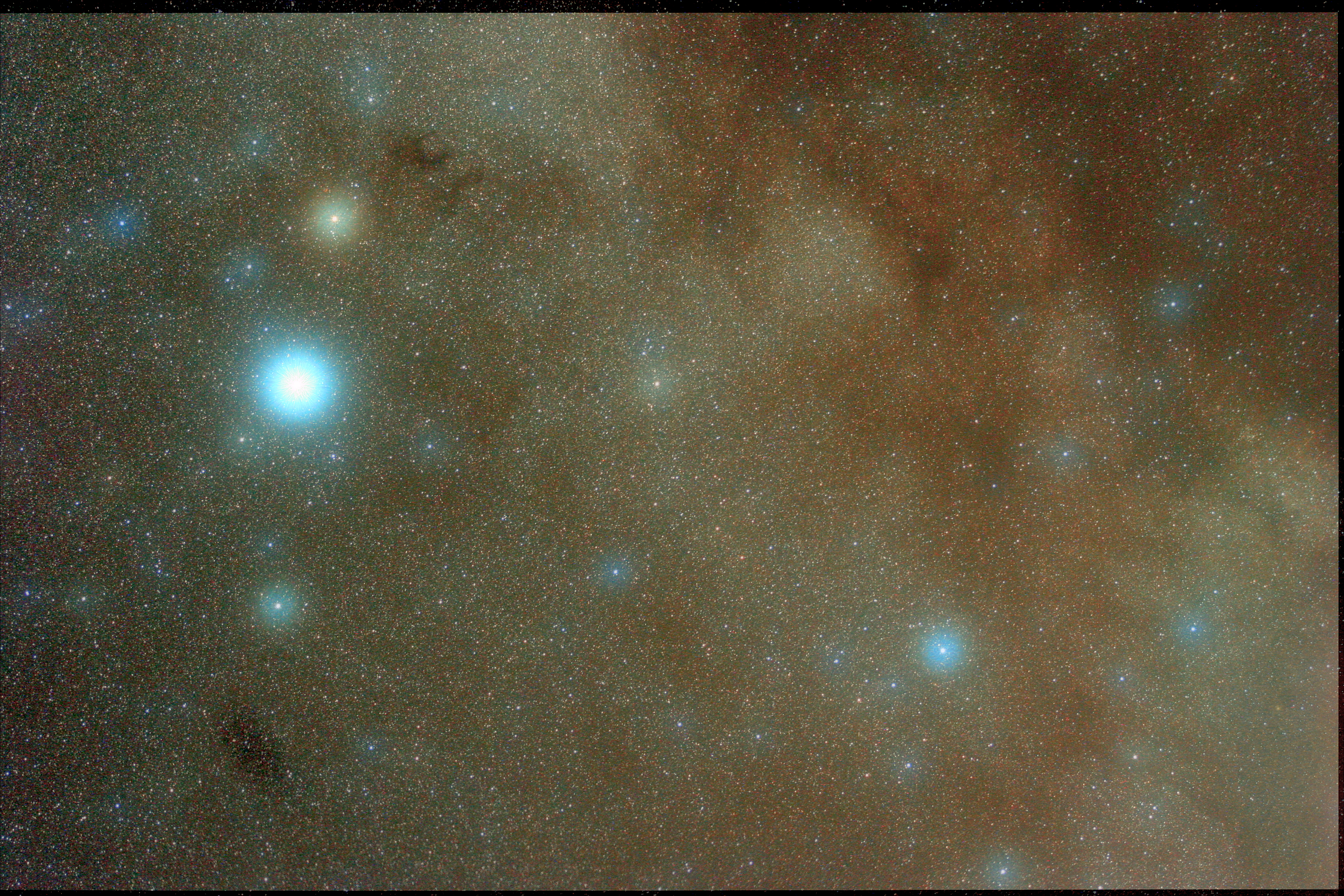
In questo campo stellare che mostra molte stelle della costellazione dell'Aquila, è facilmente riconoscibile l'asterismo formato da Altair, Tarazed e Alshain.

Si tratta di una stella situata nell'emisfero celeste boreale, ma molto in prossimità dell'equatore celeste; ciò comporta che possa essere osservata da tutte le regioni abitate della Terra senza alcuna difficoltà e che sia invisibile soltanto nelle aree più interne del continente antartico. Nell'emisfero nord invece appare circumpolare solo molto oltre il circolo polare artico. Essendo di magnitudine 3,7, la si può osservare anche dai piccoli centri urbani senza difficoltà, sebbene un cielo non eccessivamente inquinato sia maggiormente indicato per la sua individuazione.
Il periodo migliore per la sua osservazione nel cielo serale ricade nei mesi compresi fra fine giugno e novembre; da entrambi gli emisferi il periodo di visibilità rimane indicativamente lo stesso, grazie alla posizione della stella non lontana dall'equatore celeste.

## Caratteristiche
Alshain è una stella subgigante gialla (classe spettrale G8IV, temperatura effettiva 5100 K), l'ottava stella più brillante della costellazione, avente una magnitudine apparente di 3,71.  Essa si trova approssimativamente 44,7 anni luce dalla Terra e viene collocata al centesimo posto nella lista delle stelle più vicine.
La sua luminosità, circa 6 volte quella solare, eccessiva per una stella di questa classe, indica che nel nucleo è ormai giunta al termine la fusione dell'idrogeno e un nucleo inerte di elio si è ormai depositato, indice dell'imminente passaggio della stella alla fase di gigante rossa. Il suo raggio è il triplo di quello solare e la sua massa è di circa il 30% superiore a quella solare; il suo campo magnetico è leggermente più intenso di quello solare. La stella mostra anche dei segni di variabilità, con una variazione di luminosità di 0,06 magnitudini (da 3,68 a 3,74). Non sembra essere circondata da un disco di polvere, indizio in molti casi dell'esistenza di un sistema planetario.
Alshain è una stella doppia: la sua compagna, β Aquilae B, è una stella nana rossa del tipo spettrale M3V di magnitudine 11,4 (con una luminosità appena 0,025 volte quella solare), che orbita a una distanza dalla primaria di 175 UA.